# Regierungsbezirk Tübingen
Tübingen is een van de vier bestuurlijke regio’s (Regierungsbezirke) in de Duitse deelstaat Baden-Württemberg en is gelegen in het zuidoosten van de deelstaat. Een groot deel van de kustlijn van het Bodenmeer ligt in deze regio, die wordt doorsneden door de Donau.

## Bestuurlijke indeling
De regio Tübingen is onderverdeeld in acht Landkreise en één kreisfreie Stadt.
| Landkreise | Kreisfreie Stadt |
| --- | ---------------- |
| 1. Alb-Donau-Kreis 2. Biberach 3. Bodenseekreis 4. Ravensburg 5. Reutlingen 6. Sigmaringen 7. Tübingen 8. Zollernalbkreis | 1. Ulm           |